# I-24 (sous-marin)
Pour les articles homonymes, voir I-24.
Le I-24 (イ-24) est un sous-marin japonais de Type C ((丙型（伊十六型, Hei-gata, classe I-16) de la sous-classe C1 construits pour la marine impériale japonaise.
Pendant la Seconde Guerre mondiale, il a servi de navire-mère pour un sous-marin de poche lors de l'attaque de Pearl Harbor et de l'attaque dans la baie de Sydney, a soutenu les forces japonaises pendant la bataille de la mer de corail et la bataille des îles Santa Cruz, et a servi dans la campagne de Guadalcanal, la campagne de Nouvelle-Guinée et la campagne des îles Aléoutiennes. Il a été coulé en juin 1943.

## Description
Les sous-marins de type C ont été dérivés de la sous-classe KD6 de la classe Kaidai avec un armement de torpilles plus lourd pour les attaques à longue distance. Ils ont déplacé 2 595 tonnes en surface et 3 618 tonnes en immersion. Les sous-marins mesuraient 109,3 mètres de long, avaient une largeur de 9,1 mètres et un tirant d'eau de 5,3 mètres. Ils possédaient une profondeur de plongée de 100 mètres.
Pour la navigation de surface, les sous-marins étaient propulsés par deux moteurs diesel de 6 200 chevaux (4 623 kW), chacun entraînant un arbre d'hélice. En immersion, chaque hélice était entraînée par un moteur électrique de 1 000 chevaux-vapeur (746 kW). Ils pouvaient atteindre 23,6 noeuds (43,7 km/h) en surface et 8 noeuds (15 km/h) sous l'eau. En surface, les C1 avaient une autonomie de 14 000 milles nautiques (26 000 km) à 16 noeuds (30 km/h) ; en immersion, ils avaient une autonomie de 60 milles nautiques (110 km) à 3 noeuds (5,6 km/h).
Les sous-marins étaient armés de huit tubes lance-torpilles de 533 mm à l'avant et transportaient un total de 20 torpilles. Ils étaient également armés d'un seul canon de pont de 140 mm/40 et de deux supports simples ou doubles pour les canons antiaériens Type 96 de 25 mm. Ils étaient équipés pour transporter un sous-marin de poche de type A à l'arrière de la tour de contrôle.

## Construction
Construit par l'Arsenal naval de Sasebo au Japon, le I-24 a été mis sur cale le 5 décembre 1938 sous le nom de Sous-marin n°48. Il a été renommé I-24 le 30 septembre 1939 et lancé le 12 novembre 1939. Il a été achevé et mis en service le 31 octobre 1941.

## Histoire de service

### Avant la Seconde Guerre mondiale
Dès sa mise en service, le I-24 a été rattaché au district naval de Yokosuka et le capitaine Hanabusa Hakushi en prend le commandement. Il a rapidement été converti en navire-mère pour un sous-marin de poche de Type A Kō-hyōteki; les travaux de conversion ont été achevés le 10 novembre 1941. Les sous-marins I-16, I-18, I-20 et I-22 ont également été convertis. Le 15 novembre 1941, le I-24 faisait partie de la 3e division de sous-marins du 1er escadron de sous-marins de la 6e Flotte.
Le 17 novembre 1941, au club de la marine de Kure, au Japon, le commandant de la 3e division de sous-marins a informé les commandants des cinq sous-marins convertis de l'attaque prochaine de Pearl Harbor et du rôle de leurs sous-marins dans cette attaque. Il avait été désigné comme commandant de l'unité d'attaque spéciale, composée des cinq sous-marins, dont chacun devait lancer un sous-marin de poche de type A au large de Pearl Harbor afin que les sous-marins nains puissent participer à l'attaque.
Le 18 novembre 1941, les cinq sous-marins se déplacèrent de Kure vers le polygone d'essais navals de Kamegakubi, où chacun embarqua un sous-marin de poche de type A. Le 19 novembre 1941, à 2h15, les cinq sous-marins partirent de Kamegakubi à destination des îles hawaïennes, en empruntant une route directe qui les menait au sud de l'atoll de Midway. En mer, ils reçurent le 2 décembre 1941 le message de la Flotte combinée "Montez le Mont Niitaka 1208" (en japonais : Niitakayama nobore 1208), indiquant que la guerre avec les Alliés commencerait le 8 décembre 1941, heure du Japon, c'est-à-dire le 7 décembre 1941 de l'autre côté de la ligne internationale de changement de date à Hawaii.

### Seconde Guerre mondiale

#### Pearl Harbor
Le 7 décembre 1941, à 3h33, le I-24 lança son sous-marin de poche n°19, à 10,5 milles nautiques (19,4 km) à l'ouest-sud-ouest de l'entrée de Pearl Harbor, le n°19 commença à couler après que le I-24 l'eut mis à l'eau, mais son équipage de deux hommes en reprit le contrôle.
Le n°19a atteint l'entrée du port à 7 heures, mais n'a pas pu y entrer avant le début de la frappe aérienne. Le n°19 a fait surface vers 8 heures et s'est échoué sur un récif, où le destroyer USS Helm de la marine américaine l'a aperçu. Le Helm a ouvert le feu, ses obus étant manquants, mais le n°19 a réussi à se libérer du récif. Le souffle des explosions a neutralisé le mécanisme de mise à feu des torpilles du n°19 et a rendu son commandant, l'enseigne Kazuo Sakamaki, inconscient. Après que Sakamaki ait repris conscience, le n°19 s'est à nouveau échoué. Son équipage de deux hommes a déplacé son lest et l'a renfloué, mais après cela, le n°19 n'a pas voulu répondre à la barre. Alors qu'il dérivait, le n°19 a survécu à plusieurs attaques de grenades sous-marines. Son équipage a tenté de l'échouer, mais il s'est échoué à nouveau sur un récif. Sakamaki a allumé les fusibles des grenades d'autodestruction du n°19, qui n'ont pas explosé, et les deux hommes ont abandonné le navire. Le 8 décembre 1941, Sakamaki s'échoue sur la plage de Waimanalo, sur la côte est d'Oahu, et est capturé, devenant ainsi le premier prisonnier de guerre japonais de la Seconde Guerre mondiale. Son équipier se noie, mais le n°19 est capturé et, en 1991, il est exposé aux États-Unis au Musée national de la guerre du Pacifique (National Museum of the Pacific War) à Fredericksburg, au Texas.
Le I-24 et les quatre autres sous-marins "mères" se dirigèrent vers la zone de récupération prévue pour leurs sous-marins de poche à l'ouest de Lanai, où ils passèrent la nuit du 7 au 8 décembre 1941. Au début du 9 décembre 1941, les I-18, I-20 et I-24 reçurent l'ordre de quitter la zone de récupération. Le reste de la patrouille du I-24 se déroula sans incident, et se termina par son arrivée à Kwajalein.

#### Première patrouille de guerre
Le 4 janvier 1942, les I-18, I-22 et I-24 quittèrent Kwajalein pour commencer leurs premières patrouilles de guerre, auxquelles on leur a assigné des zones de patrouille au large des îles hawaïennes. Le 25 janvier 1942, les deux sous-marins font surface dans l'obscurité au large de Midway et le I-24 ouvre le feu avec son canon de pont de 140 mm. L'artillerie côtière du Corps des Marines des États-Unis (United States Marine Corps) riposte rapidement, obligeant le I-24 à s'immerger après avoir tiré seulement six coups. Le I-18 s'immerge également sans avoir jamais ouvert le feu sur l'atoll.
Après la tentative de bombardement, le I-24 ainsi que les I-18 et I-22 ont mis le cap sur le Japon. À leur insu, le sous-marin américain USS Gudgeon avait reçu des informations d'Ultra intelligence l'alertant de leurs activités et de leurs itinéraires. Il n'en aperçut aucun, mais en les recherchant, il rencontra et coula le sous-marin I-73, qui suivait la même route, à 240 milles nautiques (440 km) à l'ouest de Midway, le 27 janvier 1942. Le I-24 arriva à Yokosuka avec le I-18, le I-22 et les sous-marins I-4, I-5, I-6 et I-7 le 2 février 1942.

#### Février-avril 1942
Pendant que le I-24 était au Japon, il a effectué avec les 10 autres sous-marins du 8e escadron de sous-marins des exercices approfondis dans la mer intérieure de Seto, qu'ils ont achevés le 11 avril 1942. A cette date, le I-24 a été affecté à la 3e division de sous-marins avec les I-21 et I-22, qui, avec la 14e division de sous-marins - composée des I-27, I-28 et I-29 - constituaient le Détachement avancé de l'Est, qui était sous le commandement général du commandant de la 3e division de sous-marins,.
Le 15 avril 1942, le I-24 a fait route de Kure vers Truk avec les autres sous-marins du détachement,. Au cours de leur voyage, 16 bombardiers North American B-25 Mitchell des forces aériennes américaines (United States Army Air Forces ou USAAF) lancés par le porte-avions USS Hornet ont frappé des cibles sur Honshu lors du raid de Doolittle le 18 avril 1942. Ce jour-là, le détachement reçut l'ordre de se dérouter de son voyage et de se diriger vers l'est-nord-est à la vitesse maximum pour intercepter la Task Force de l'US Navy qui avait lancé l'attaque, mais les ordres furent annulés le 19 avril et les sous-marins reprirent leur voyage vers Truk, qu'ils atteignirent le 24 avril 1942.

#### Seconde patrouille de guerre
Le 30 avril 1942, les I-22, I-24, I-28 et I-29 ont fait route de Truk pour former une ligne de patrouille au sud-ouest de Guadalcanal en soutien à l'opération MO, une invasion japonaise prévue de Tulagi dans les îles Salomon et de Port Moresby en Nouvelle-Guinée,. Alors qu'ils étaient en route, des avions du porte-avions USS Yorktown - deux bombardiers en piqué Douglas SBD Dauntless du Scouting Squadron 5 (VS-5) et des bombardiers-torpilleurs Douglas TBD Devastator du Torpedo Squadron 5 (VT-5) - ont attaqué le I-24 le 2 mai 1942, mais il a évité les dégâts.
La bataille de la mer de corail commença le 4 mai 1942 alors que les forces alliées s'efforçaient de bloquer l'offensive japonaise. Alors que la bataille se poursuivait, les quatre sous-marins japonais arrivèrent dans les zones qui leur avaient été assignées et formèrent leur ligne de patrouille le 5 mai 1942. Alors que les Japonais s'emparaient de Tulagi et étaient refoulés de Port Moresby, la patrouille du I-24 passa tranquillement. Les quatre sous-marins reçurent l'ordre le 11 mai 1942 de retourner à Truk. Alors qu'ils étaient en route, le sous-marin USS Tautog aperçut deux sous-marins japonais - probablement le I-22 et le I-24 - se déplaçant séparément en surface et attaqua sans succès l'un d'eux tôt le matin du 17 mai 1942, mais quelques heures plus tard, il coula le I-28, qui suivait le I-22 et le I-24 sur la même route. Le I-22 arriva sain et sauf à Truk plus tard dans la journée.

#### Attaque du port de Sydney et troisième patrouille de guerre
Le jour de son arrivée à Truk, le I-24 a embarqué un sous-marin de poche de type A livré par le ravitailleur d'hydravions Chiyoda. Affecté à une unité d'attaque spéciale avec ses autres navires-mères I-22 et I-27 et les sous-marins porte-avion I-21 et I-29 - chacun avec un hydravion Yokosuka E14Y1 (nom de code allié "Glen") embarqué - il a fait route en compagnie des I-24 et I-27 le 18 mai 1942 vers Sydney, en Australie, pour lancer une attaque de sous-marins de poche contre des navires dans le port de Sydney. Le 19 mai 1942, lorsqu'il a fait surface pour recharger ses batteries et effectuer des travaux de maintenance sur son sous-marin de poche, l'équipage de deux hommes du sous-marin de poche a senti une forte odeur de chlore en entrant dans leur embarcation, et lorsque son équipier enrôlé a allumé une lumière, une grosse explosion s'est produite qui l'a fait passer par-dessus bord et a gravement brûlé le commandant du sous-marin de poche. Le corps du soldat n'a jamais été retrouvé malgré des recherches approfondies. Le I-24 est retourné à Truk le 20 mai 1942, a déchargé le sous-marin de poche endommagé et son commandant blessé, et a embarqué un autre sous-marin de poche - le M17 - et son équipage initialement prévu pour le I-28 coulé. Il a rapidement repris la route pour Truk.
Au cours du voyage vers Sydney, les I-22, I-24 et I-27 reçurent des rapports de reconnaissance du I-29, qui lança son hydravion en reconnaissance dans le port de Sydney le 23 mai 1942, et du I-21, dont l'hydravion effectua un vol de reconnaissance tôt le matin du 29 mai 1942 et aperçut le croiseur lourd USS Chicago à Sydney, le signalant par erreur comme un cuirassé. Ce jour-là, le commandant du détachement avancé de l'Est a ordonné aux trois sous-marins de lancer l'attaque des sous-m.arins de poche.

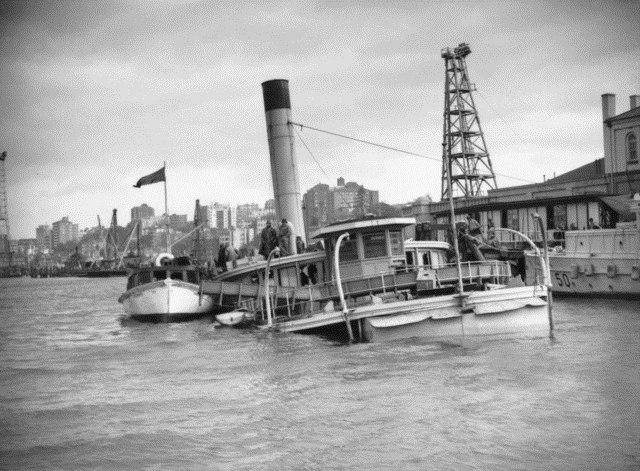
Le coulé dans le port de Sydney

Le 30 mai 1942, les I-22, I-24 et I-27 sont arrivés au large de Sydney,. En fin d'après-midi le 31 mai, ils ont lancé leurs sous-marins de poche pour commencer ce qui est devenu l'Attaque dans la baie de Sydney; le I-24 a lancé le M17 à 7,5 milles nautiques (13,9 km) au large de Sydney à 17h40. Le 31 mai à 22h07, tous les navires présents dans le port ont été alertés de la présence de sous-marins japonais, et le Chicago a ouvert le feu sur le M17 avec ses canons anti-aériens. Le 1er juin 1942 à 00h29, le M17 a tiré une torpille sur le Chicago qui l'a manqué mais a explosé contre un brise-lames. L'explosion coula le HMAS Kuttabul, un vieux ferry utilisé comme navire de caserne de la Royal Australian Navy, tuant 21 marins qui dormaient à bord, et endommagea le sous-marin HNLMS K IX de la Marine royale néerlandaise. Sa deuxième et dernière torpille s'échoua sur Garden Island. Le M17 disparut ensuite, et son équipage fut porté disparu au combat.
Les I-22, I-24 et I-27 ont erré au large de Sydney jusqu'au 3 juin 1942 dans l'espoir de récupérer leurs sous-marins de poche - aucun n'est revenu - puis ont perdu tout espoir et ont quitté la zone, se séparant pour commencer des patrouilles de lutte contre les navires. Au crépuscule du 3 juin, le I-24 était en surface et rechargeait ses batteries à l'est de Sydney, à 35 milles nautiques (65 km) au sud-est de Norah Head, lorsqu'il aperçut le SS Age, un vapeur côtier australien de 4 734 tonneaux de jauge brute. Il a tiré une torpille et quatre obus de 140 mm de son canon de pont sur le Age, mais ne l'a pas endommagé. Le Age a signalé l'attaque et est entré en contact avec le I-24, bien que l'équipage du I-24 ait cru que le 'Age avait coulé. Environ 90 minutes plus tard, alors qu'il se trouvait à 27 milles nautiques (50 km) à l'est de Sydney, le I-24 a tiré deux torpilles sur le navire marchand australien Iron Chieftain de 4 812 tonneaux, qui faisait route de Newcastle (Nouvelle-Galles du Sud) à Whyalla (Australie-Méridionale) avec une cargaison de coke et de matériaux de chantier naval. Le 5 juin 1942, le I-24 aperçut le Echunga, un navire marchand australien de 3 362 tonneaux, qui faisait route de Whyalla à Port Kembla, en Nouvelle-Galles du Sud, à 17 milles nautiques (31 km) au large de Wollongong, en Nouvelle-Galles du Sud, et le poursuivit, mais ne lui infligea pas de dommages.
Le 8 juin 1942, le 'I-24 a fait surface après minuit à 4 milles nautiques (7,4 km) au large de Sydney et a ouvert le feu sur le port de Sydney avec son canon de pont de 140 millimètres (5,5 in). Il a tiré dix coups, dont aucun n'a touché le pont et dont neuf étaient des ratés, l'obus n'explosant pas. Le seul obus qui a explosé a rasé une partie d'une maison dans la banlieue Est de Sydney, et les ratés ont causé quelques dégâts supplémentaires mineurs. Personne n'a été blessé, bien que les habitants paniqués de la région de Sydney aient fui par crainte qu'une invasion japonaise n'ait commencé. Lorsque les Australiens ont allumé les projecteurs pour trouver le I-24, il a cessé de tirer et s'est enfoncé avant que les batteries d'artillerie côtières ne puissent ouvrir le feu sur lui. Un chasseur Bell P-39 Airacobra du 41st Pursuit Squadron des forces aériennes américaines qui avait décollé de l'aérodrome de Bankstown pour trouver et attaquer le I-24 s'est écrasé juste après le décollage.
Juste avant l'aube du 9 juin 1942, le I-24 aperçut le navire marchand britannique de 7 748 tonneaux, le Oreste, au sud-est de Jervis Bay. Il lança deux torpilles, qui explosèrent toutes deux prématurément, puis ouvrit le feu sur le Oreste avec son canon de pont. Le navire n'a été touché qu'une seule fois et, ne voyant aucun signe d'incendie autour du Oreste, le commandant du I-24 a décidé d'abandonner la poursuite. Le Oreste a survécu et le I-24 a conclu sa patrouille en arrivant à Kwajalein le 25 juin en compagnie des I-21, I-22, I-27 et I-29. Il s'est ensuite dirigé vers Yokosuka, qu'il a atteint le 12 juillet 1942.

#### Campagne de Guadalcanal
Pendant le séjour du I-24 à Yokosuka, la campagne de Guadalcanal a commencé le 7 août 1942 par des débarquements amphibies américains à Guadalcanal, Tulagi, les îles Florida, Gavutu et Tanambogo dans le sud-est des îles Salomon. Le 30 août 1942, il quitta Yokosuka à destination des îles Salomon pour y effectuer sa cinquième patrouille de guerre. Le matin du 13 septembre 1942, un hydravion Kawanishi H8K (nom de code allié "Emily") signala une task force américaine composé d'un porte-avions, de deux cuirassés et de deux destroyers se dirigeant vers le nord à 343 milles nautiques (635 km) à l'est-sud-est de Guadalcanal, et le I-24 reçut l'ordre de former une ligne de patrouille avec les sous-marins I-9, I-15, I-17, I-21, I-26, I-31' et I-33 pour tenter d'intercepter les navires américains, mais sans succès.
Pendant la bataille des îles Santa Cruz, qui dura du 25 au 27 octobre 1942, le I-24 patrouillait à l'ouest du détroit Indispensable au sein du groupe "B" avec les I-9, I-15, I-21 et les sous-marins I-174 et I-175. Le 27 octobre, il a attaqué une force opérationnelle américaine dans la mer des Salomon à la position géographique de 15° 05′ S, 159° 45′ O, en tirant une salve de torpilles sur un cuirassé. Il n'a pas réussi à toucher la cible, mais a entendu l'explosion de grenades sous-marines.
Le 2 novembre 1942, le I-24 arriva au mouillage japonais au large de l'île Shortland et fut affecté à un groupe d'attaque comprenant également le I-16 et le I-20. Le 3 novembre, il embarqua le sous-marin de poche n°12 - que le Chiyoda avait livré au mouillage - et son équipage de deux hommes, et le 4 novembre, il partit en compagnie du I-16 à destination du détroit Indispensable au large de Guadalcanal. Le 7 novembre, il patrouillait dans ce détroit, mais son sous-marin de poche ne fonctionna pas, et il se dirigea vers Truk, qu'il atteignit le 13 novembre 1942. Le n°12 fut réparé, puis le I-24 réembarqua le sous-marin de poche et fit route vers Truk le 15 novembre. Le 22 novembre 1942, le I-24 lança le n°12 à 14 milles nautiques (26 km) au nord-ouest du cap Espérance sur la côte nord-ouest de Guadalcanal, après quoi le n°12 ne fut plus jamais entendu.
Sur l'île Shortland, le I-24 a embarqué le sous-marin de poche n°38 le 1er décembre 1942 et a lancé le n°38 au large de Lunga Point, sur la côte nord de Gudalcanal, à 1h42 le 7 décembre 1942. Le n°38 visait le cargo USS Alchiba, gravement endommagé, qui s'était échoué au large de Lungga Point depuis le n°38, le sous-marin de poche lancé par le I-16, qui l'avait torpillé le 28 novembre 1942 alors que le Alchiba faisait route de Nouméa, en Nouvelle-Calédonie, vers Guadalcanal avec une cargaison d'essence d'aviation, de bombes et de munitions. Le n°38 torpilla le Alchiba à 6h59 le 7 décembre sur son flanc bâbord, près de sa salle des machines. Les forces alliées contre-attaquèrent le n°38 avec des grenades sous-marines, et on n'eut plus jamais de nouvelles de lui. Le I-24 se dirigea ensuite vers Truk.

#### Campagne de Nouvelle-Guinée
Le 3 janvier 1943, le I-24 quitta Truk pour Rabaul, où il prit ses fonctions en transportant du ravitaillement de Rabaul vers la Nouvelle-Guinée, où les forces japonaises combattaient dans la campagne de Nouvelle-Guinée. Lors de sa première expédition, il livra 25 tonnes de nourriture et de munitions et évacua 79 soldats de l'armée impériale japonaise à Buna le 11 janvier 1943. Il fit ensuite escale à Buna le 18 janvier, déposant 20 tonnes de cargaison et évacuant 58 soldats ainsi que le drapeau de bataille de la 144e division d'infanterie (Kochi). Sa troisième visite à Buna eut lieu le 26 janvier 1943, lorsqu'il déchargea 16 tonnes de cargaison et embarqua 64 soldats pour les transporter à Rabaul, qu'il atteignit le 28 janvier 1943. Il fit une dernière escale à Buna le 10 février 1943, déchargeant 16 tonnes de cargaison et embarquant 71 soldats.
Pour le prochain approvisionnement par le I-24, il s'est rendu à Lae, où il a déchargé 32 tonnes de cargaison et pris en charge 72 soldats le 10 février 1943. Lors de son dernier voyage de ravitaillement en Nouvelle-Guinée, il s'est rendu à Lae le 17 février 1943, a livré 38,5 tonnes de cargaison et évacué 64 soldats. Il s'est ensuite rendu au Japon, où il est arrivé à Yokosuka le 6 mars 1943 pour une révision. Sa révision terminée, il a pris la mer à partir de Yokosuka le 7 mai 1943.

#### Campagne des îles Aléoutiennes
Les forces japonaises avaient occupé Attu et Kiska dans les îles Aléoutiennes en juin 1942, début de la campagne des îles Aléoutiennes, et au printemps 1943, les garnisons japonaises des deux îles étaient de plus en plus isolées. Le 11 mai 1943, les forces américaines débarquèrent sur Attu, ce qui marqua le début de la bataille d'Attu. Le I-24 arriva à Kure le 20 mai, et le 21 mai, alors que la situation sur Attu se détériorait, le quartier général impérial japonais décida d'abandonner la garnison sur Attu et d'évacuer la garnison isolée sur Kiska par sous-marin, l'évacuation devant commencer le 26 mai 1943.
Le 21 mai, le I-24 fut affecté à la force du district nord de la 5e Flotte pour servir dans les eaux des Aléoutiennes, et ce jour-là, il quitta Kure à destination des îles Kouriles, où il fit escale à Paramushir. Il reprit la mer le 30 mai 1943 pour Attu, où il espérait embarquer des survivants de la garnison japonaise de Chichagof Harbor. Le 30 mai 1943, les forces américaines avaient achevé la conquête d'Attu et anéantit la garnison japonaise, mais après trois tentatives infructueuses pour contacter les survivants japonais à terre, il abandonna. Le 5 juin 1943, il quitta la région d'Attu pour se rendre dans une zone de patrouille au large de Kiska. Le 7 juin 1943, il transmit un message signalant la présence de nombreux navires alliés dans les environs de Kiska. Les Japonais n'eurent plus jamais de nouvelles de lui.

#### Perte
Le 11 juin 1943, le patrouilleur de la marine américaine USS PC-487 a détecté le I-24 d'abord au sonar, puis au radar, et enfin visuellement dans un épais brouillard dans la mer de Béring au nord-nord-est de l'île Shemya, en constatant que le I-24 avait les deux périscopes relevés, apparemment à cause de la très mauvaise visibilité. Le PC-487 a attaqué le I-24 avec des charges de profondeur et l'a fait remonter à la surface, puis l'a éperonné à 19 noeuds (35 km/h), passant par-dessus la coque du I-24.Le PC-487 a ensuite fait marche arrière et a éperonné à nouveau le I-24, frappant sa tour de contrôle. Le I-24 s'est retourné et a coulé à la position géographique de 53° 16′ N, 174° 24′ E, avec la perte des 104 hommes à bord.
Les Japonais ont déclaré le I-24 présumé perdu avec son équipage le 11 juin 1943. Il a été rayé de la liste de la Marine le 1er août 1943.